# Solsbury Hill
«Solsbury Hill» (с англ. — «Солсбери-Хилл») — композиция британского рок-музыканта Питера Гэбриела, изданная в качестве его дебютного сингла в 1977 году. Песня была посвящена духовному опыту, приобретённому музыкантом на вершине одноимённого холма в графстве Сомерсет, после его ухода из рок-группы Genesis, в которой он был фронтменом с момента её основания. Сингл был успешен в чартах — добравшись до 13-го места в национальном хит-параде Великобритании и достигнув 68-го места в американском Billboard Hot 100. Часто используется в трейлерах комедий. Песня стала визитной карточкой Питера Гэбриела.

## История создания
Гэбриел так комментировал смысл песни: «Она о готовности потерять то, что у тебя есть, ради того, что ты можешь получить … Речь идет о том, чтобы распрощаться [с чем-то]». Его бывший коллега по группе Тони Бэнкс подтверждал, что песня отражает решение Гэбриела уйти из Genesis, но также она может отражать тему «расставания» в более широком смысле.
Большая часть песни исполняется в нетипичном тактовом размере 7/4, который описывали, как «придающий песне постоянное чувство сопротивления». Стандартный размер, 4/4, звучит только в последних двух тактах каждого припева. Композиция исполняется в тональности Си мажор с темпом 102 удара в минуту, вокал Гэбриела варьируется в диапазоне от Фа♯3 до Соль♯4.
Продюсер Боб Эзрин наложил на сессионных музыкантов ряд ограничений, чтобы придать песне ее характерное звучание. В то время как ранние версии композиции отличались более выраженной электрогитарой, в итоге он поручил Стиву Хантеру исполнить основной рифф на 12-струнной гитаре, инструменте, на котором он не играл в течение долгого времени. Однако, по словам Хантера, вместо этого он одолжил акустическую гитару фирмы Мартина, и сыграл рифф техникой фингерстайла с каподастром на втором ладу. Поскольку Эзрин хотел совместить три гитарных дубля, Хантеру пришлось исполнить три идентичные друг с другом партии.
Вместо того чтобы использовать всю барабанную установку, ударник Аллан Шварцберг использовал лишь шейкер в одной руке и барабанную палочку в другой, которой стучал по телефонной книге. Для дополнительных ритмических текстур клавишник Ларри Фэст добавил барабанный бит с помощью синтезатора, назвав его «synthibam», хотя в примечаниях к альбому также отмечен перкуссионист Джимми Мален. После того, как все сессионные музыканты уехали из студии, Фэст также добавил в песню электронные эффекты, включая духовую оркестровку. Начиная со второго куплета, в начале каждой новой строчки звучит приглушенный рифф из четырех нот, исполненный Гэбриелом на флейте.

## Отзывы критиков и значение
В эссе для альманаха «Тысяча и один музыкальный альбом, который стоит прослушать, прежде чем вы умрёте», в котором фигурирует альбом, журналист Роб Мортон из The New York Sun написал о песне следующее: «Первый хит Гэбриела и одна из самых лучших и долгоиграющих песен в длинной карьере этого исполнителя. Скреплённая подвижной мелодией акустической гитары, песня дарует реальное чувство надежды и бесконечной вероятности. Её лирические стихи касаются освободительного ухода Гэбриела из Genesis, когда он поёт: „Я чувствовал себя частью декорации сцены / Я выходил прямо из её структуры“».
Британский журнал New Musical Express включил данную композицию в свой список «500 величайших песен всех времён», разместив её в нём на 214-й позиции.

## Список композиций
| 1. «Solsbury Hill» — 3:24 2. «Moribund the Burgermeister» — 4:17 1. «Solsbury Hill» — 3:26 2. «Games Without Frontiers» — 3:50 1. «Solsbury Hill» — 3:24 2. «Moribund the Burgermeister» — 4:17 3. «Solsbury Hill (Full Length Live Version)» — 5:45 1. «Solsbury Hill» — (4:24 2. «Shaking the Tree» — 5:06 | 1. «Solsbury Hill (Live)» — 3:58 2. «I Go Swimming (Live)» — 4:29 1. «Solsbury Hill (Live)» — 4:41 2. «Kiss of Life (Live)» — 5:01 1. «Solsbury Hill (Live)» — 3:58 2. «Shock the Monkey» — 3:58 |

## Участники записи
- Питер Гэбриел — вокал, флейта
- Стив Хантер[англ.] — гитара
- Тони Левин — бас-гитара
- Ларри Фэст[англ.] — клавишные, синтезатор
- Аллан Шварцберг[англ.] — ударные, шейкер, телефонная книга
- Лондонский симфонический оркестр

Часто соавторство гитарной партии приписывают Роберту Фриппу. Однако сам музыкант заявил: «Мне нечего было добавить к этой партии, после превосходной работы Стива [Хантера], хотя мне бы очень хотелось звучать на ней».

## Чарты и сертификация
| Чарт (1977)                              | Высшая позиция |
| ---------------------------------------- | -------------- |
| Бельгия (Wallonia)                       | 17             |
| Канада (RPM Top Singles)                 | 92             |
| Германия (Official German Charts)        | 16             |
| Нидерланды                               | 13             |
| Великобритания (Official Charts Company) | 13             |
| США (Billboard Hot 100)                  | 68             |

| Регион                                                                      | Сертификация | Продажи |
| --------------------------------------------------------------------------- | ------------ | ------- |
| Великобритания (BPI)                                                        | Платиновый   | 600 000 |
| Данные о продажах + прослушиваниях приведены только на основе сертификации. |              |         |

## Кавер-версии

### Erasure
Новый вариант песни был записан синти-поп-дуэтом Erasure для их альбома Other People’s Songs в 2003 году. Кавер-версия была выпущена в качестве сингла и стала хитом в Европе — достигнув 10-й строчки в чарте Великобритании, 7-й Дании, 29-й Германии, 39-й Швеции и 41-й Ирландия. Трек был выбран клавишником Винсом Кларком. Кларк и, второй участник дуэта, Энди Белл записали композицию в виде среднетемповой танцевальной мелодии, c характерном для них электронным стилем. Единственным серьезным изменением, внесенным в структуру песни, была модификация преобладающего в оригинальной песни размера 7/4 в пользу более традиционного 4/4 — он возвращается к 7/4 лишь в одной из строчек.

### Лу Рид
В 2010 году Лу Рид записал кавер-версию этой песни в рамках проекта Scratch My Back, где Питер Гэбриел перепевал песни других исполнителей, в обмен предлагая им записать кавер-версии своих. Вариант Лу Рида не имеет ничего общего с жизнерадостным оригиналом Гэбриела. Рид кардинально изменил звучание композиции, точно так же, как Гэбриел сделал со многими песнями на Scratch My Back (в частности, с «The Power of the Heart» самого Рида).

### Стив Хантер
В апреле 2013 года инструментальная версия «Solsbury Hill» была включена в сольный альбом гитариста Стива Хантера The Manhattan Blues Project. Гитара Хантера звучит в оригинальной композиции, и он пригласил своего друга Тони Левина (который также играл в оригинальном треке на басу) записать бас-гитару к этой версии. В биографии Гэбриела, Without Frontiers (2014), музыкант выразил благодарность Хантеру за сочинённые им гитарные партии, которые стали визитной карточкой песни.